# 37141 Povolný
(37141) Povolný, denumire internațională (37141) Povolny, este un asteroid din centura principală de asteroizi.

## Descriere
37141 Povolný este un asteroid din centura principală de asteroizi. A fost descoperit pe 2 noiembrie 2000 la Observatorul din Ondřejov de Petr Pravec. Asteroidul prezintă o orbită caracterizată de o semiaxă mare de 2,43 ua, o excentricitate de 0,10 și o înclinație de 7,2° în raport cu ecliptica.